# Batik
A batik egy Jáva szigetéről elterjedt, hagyományos indonéz textíliákon alkalmazott színmintázási technológia. Lényege, hogy egy az írótollhoz hasonló eszközzel (canthing tulis), illetve napjainkban réz nyomóformával (canthing cap) forró viaszból pontokat és vonalakat visznek fel a mintázandó textíliára. Ez elsősorban selyem de vászon is lehet. Ezt, a kékfestésben is ismert eljárást a kékfestési technológiától eltérően nem egy színre hanem több színre többször megismétlik.
Az indonéz nemzeti viselet elengedhetetlen eleme a batik. A batik minták fontos szimbolikus jelentéssel bírnak. Pontosan tükrözik viselőjük szociális státuszát, és származási helyük természeti, történelmi, és kulturális hagyományait. A minták tartományonként változnak jelezve viselőjük szülőhelyét. Indonéziában meghatározott batik kelméket viselnek az élet fontos eseményein. Ilyen például az indonéz nők első várandóságának 7. hónapjában a mitoni ceremónia  (Naloni Mitoni ). Batikkal díszítettek a csecsemő-hordozó kendők is. A hagyományok szerint a babák első lépéseiket is földre terített batik kendőn kell, hogy megtegyék. Az esküvői ceremóniának is elengedhetetlen része a batik, nem csak a menyasszony, de az örömszülők is batikba öltöznek ezen az eseményen. A halotti leplek is batikok. Természetesen ezek minden esetben az eseménynek megfelelő egyedi mintákkal, motívumokkal készülnek.
2009 novemberétől az indonéz batik az UNESCO Szellemi kulturális örökség része.

## Történet
A viasszal történő kelmefestési technika több ezer éves. Ismertek az ókori egyiptomi sírokból származó szövetek, amelyeknek díszítése viasztechnikával készült. Nagyon régi viasztechnikával festett kelméket találtak Japánban, Kínában, a volt Szovjetunió területén. Európába az első viasztechnikával készült termékek a 16. században kerültek, és ezek a 17 században a francia udvarban rendkívül divatosnak számítottak. A viaszfestéses technológia a 17. században Európa egész területén elterjedt. Magyarországon 1608-ban Lőcse, Eperjes, Késmárk és Igló közösen alapított kelmefestő céhet, amely több más környező települést is ellenőrzése alá vont. Azonban nálunk az egy színű viasznyomot kelmék azaz a kékfestő termékek terjedtek el.
A batik szó a jávai ambatik kifejezésből ered ami pöttyös foltos anyagot jelent. A 19. század elején terjedt el tömegesen Jáva szigetén. 1980-as évek közepén Indonézia Jáván kívüli területein is egyre nagyobb népszerűségre tett szert. Jellemző rá a többszínű nyomás. Jelenleg Indonézia 33 három tartományából 23-ban vannak batik festő műhelyek. Ezek zöme apáról fiúra szálló kézműves műhelyek, sok közülük már 4., 5. generációnál tart. A technológia, és a minták zömmel családi hagyomány alapján öröklődnek és a családok féltett kincsének számítanak.

## Az eljárás
A batik készítés a batikolás kézműves munka. A védettséget élvező batikolt termékek a mai napig kézi munkával készülnek. A hagyományos eljárás szerint a kelmét, mossák, áztatják, majd mángorolják. Ezt követően viszik fel a mintát meghatározó pontokat és vonalakat forró viasszal az anyagra egy írótollhoz hasonlító eszközzel az úgy nevezett canthing tulis-szal. A minták kerülhetnek csak az anyag egyik oldalára, de gyakran mind a két oldal mintás. Olcsóbb megoldás amikor az európai kékfestésben használt nyomódúcokhoz hasonló réz dúcokkal mintáznak. A festést követően a viaszt eltávolítják a kelméről. Az eljárást minden szín esetén újra és újra végrehajtják. 
A hagyományos eljárással készült batik kelmék festésére természetes növényi festékeket használnak, gyökereket, fakérget, leveleket, terméseket és más növényi eredetű összetevőket, úgy mint lime-ot, pálmacukrot, pálmaolajat, maniókát. 

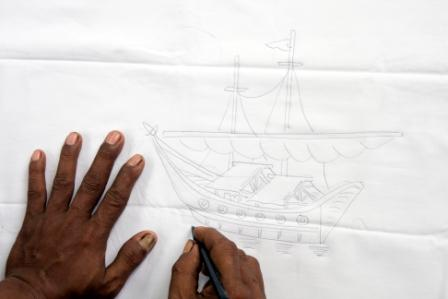
alapminta előrajzolása cerúzával.
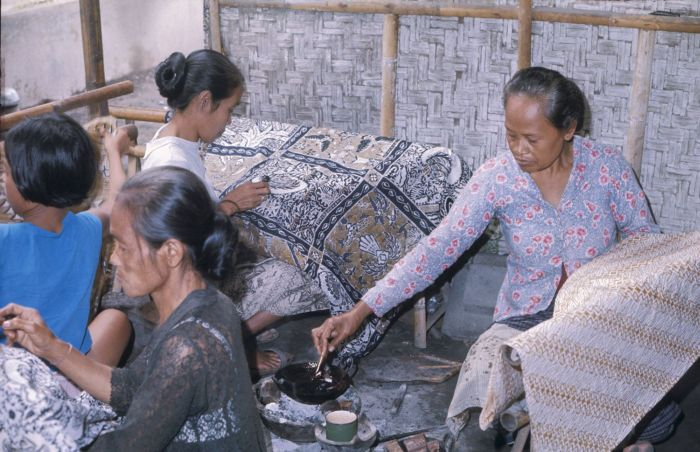
a minta felvitele a canting tulisszal.
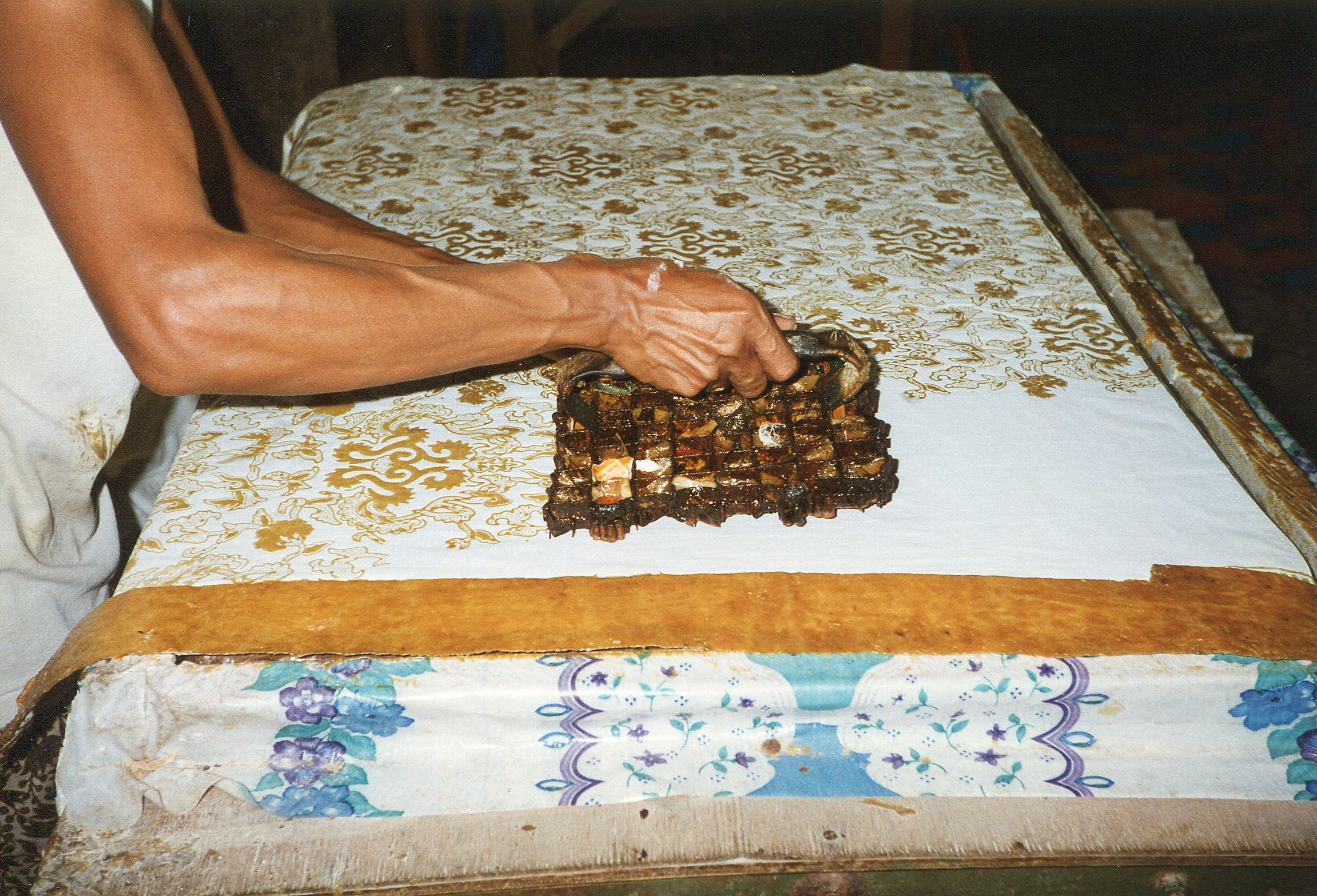
minta nyomtatás nyomódúccal
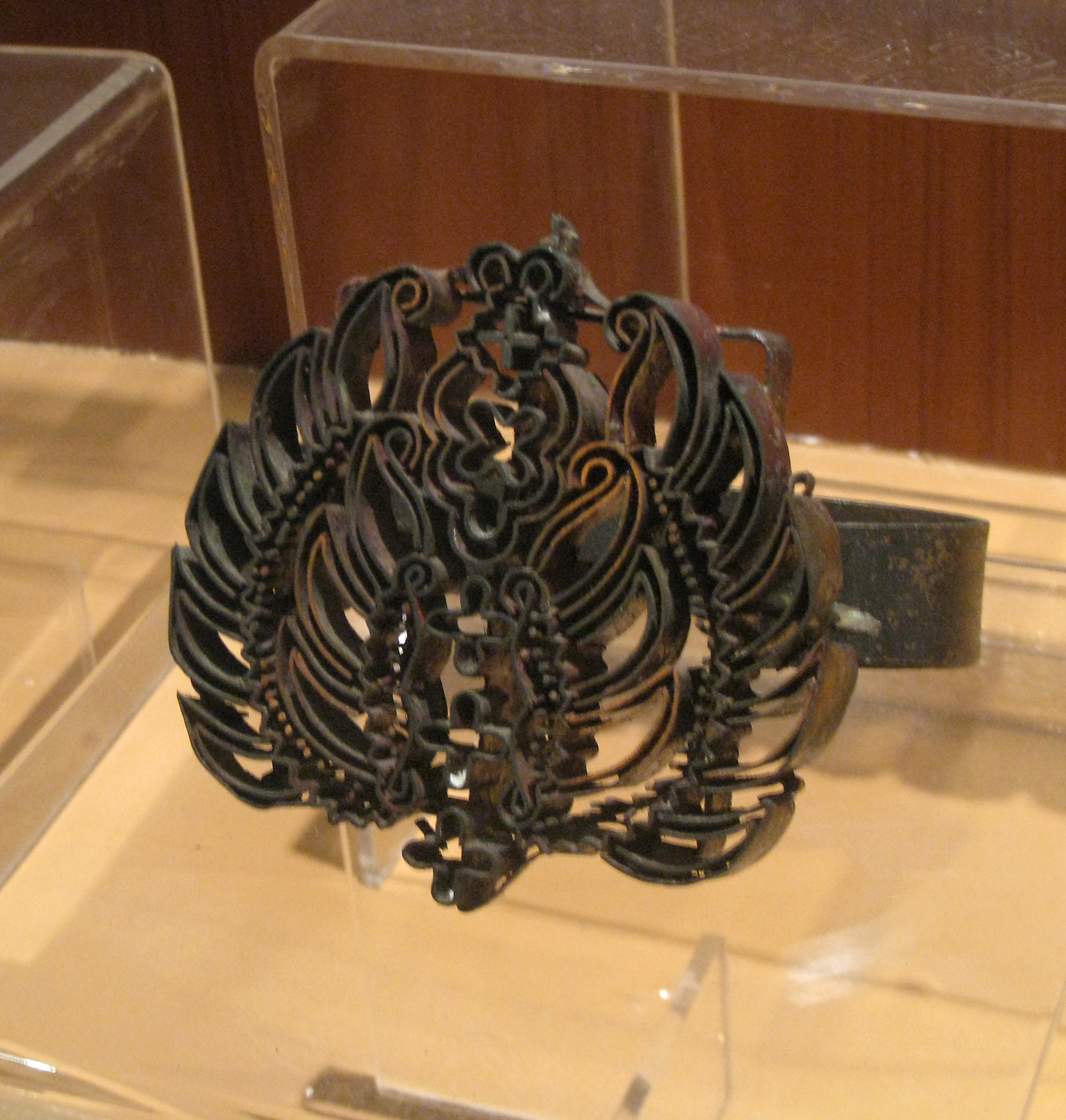
nyomódúc.
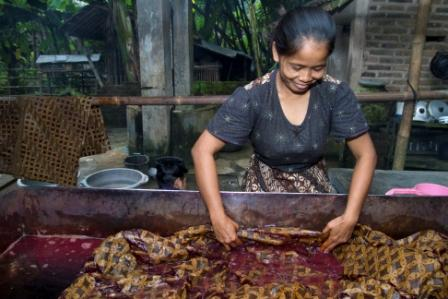
színfestés

- A kék szint indigóból nyerik,
- a barnát a Peltophorum pterocarpum fakérgéből ,[2]
- a vöröset a mengkudu fa (Morinda citrifolia) gyökeréből és
- a sárgát a (Cudrania javanensis)-ből.

| Kulturális kapcsolat                    | Batik minta | Eredet helye                             | Minta |
| --------------------------------------- | --- | ---------------------------------------- | ----- |
| Ősi indonéz motivumok                   | Az élet virága , kawung, ceplok, gringsing, parang, lereng, truntum, sekar, jagad (különböző motívumok kombinációi) és más jávai motívumok, Dayak, Batak, Papua, Riau | a megfelelő területek                    |       |
| Hindu ésBuddhista kultura               | garuda, banji, cuwiri, kalpataru, meru vagy gunungan, semen rama, pringgondani, sidha asih, sidha mukti, sidha luhur                                                  | Java                                     |       |
| Iszlám kultúra                          | besurek vagy Arab kalligráfia, burak | Bengkulu, Cirebon, Jambi                 |       |
| Kínai kultúra                           | Feng-huang (kínai főnix), Kínai sárkány, Csi-lin, wadasan, megamendung (kínai felhő), lok tjan                                                                        | Cirebon, Pekalongan, Tasikmalaya, Ciamis |       |
| indiai kultúra                          | jlamprang, peacock, elephant | Cirebon, Garut, Pekalongan, Madura       |       |
| európai kultúra a gyarmatosítás korából | buketan (vírágcsokor), európai mesemotívumok, gyarmati kor képei, úgy mint: ház, lovak, kocsi, bicikli                                                                | Java                                     |       |
| japán                                   | Japáncseresznye, hokokai, krizantén, lepke | Java                                     |       |

## A mai helyzet
A kis és közepes vállalkozások hivatalos nyilvántartása szerint az ország 33 tartománya közül 23 tartományban több ezer kisvállalkozó foglalkozik batik készítéssel,. Ezek közül kiemelten fontos központ: Jakarta, Cirebon, Madura, Pekalongan, Surakarta és Yogyakarta.
A batik népszerűsége Indonéziában tartományról tartományra változik. Elengedhetetlen része a különleges ünnepi alkalmaknak, de része a mindennapi öltözetnek is. Első feljegyzések a batik viseletről a 12. századból származnak.
A batik újraéledése a 21. századhoz köthető. Az indonéz divattervezők innovációnak köszönhetően népszerűvé váltak új színek, kelmék és minták. A tradicionális batik szarong is ismét divatba jött. 
1972-től a hivatalos eseményeken a batik ing, illetve blúz elfogadott és általánosan viselet a hivatalos eseményeken. Azokban a a tartományokban ahol a batik hozzá tartozik a helyi hagyományokhoz a köztisztviselőknek gyakran előírják helyi motívumokkal díszített ing vagy blúz hordását. A diákok és köztisztviselőktől elvárás, hogy legalább hetente kétszer viseljenek batik ruházatot. Minden évben október 2. a Nemzeti Batik Nap.
A batik a környező országokban, Szingapúr, Malajzia is nagyon népszerű. Malajziában az indonézhez hasonló de azzal nem teljesen megegyező eljárással készítik. A batikot alkalmazzák a fenn nevezett országok nemzeti légitársaságai (Singapore Airlines, Garuda Indonesia és Malaysian Airlines) is az utaskísérők egyenruhájának részeként  
A Garuda Indonesia női utaskísérőinek ruhája az indonéz kebaya szabását követi.

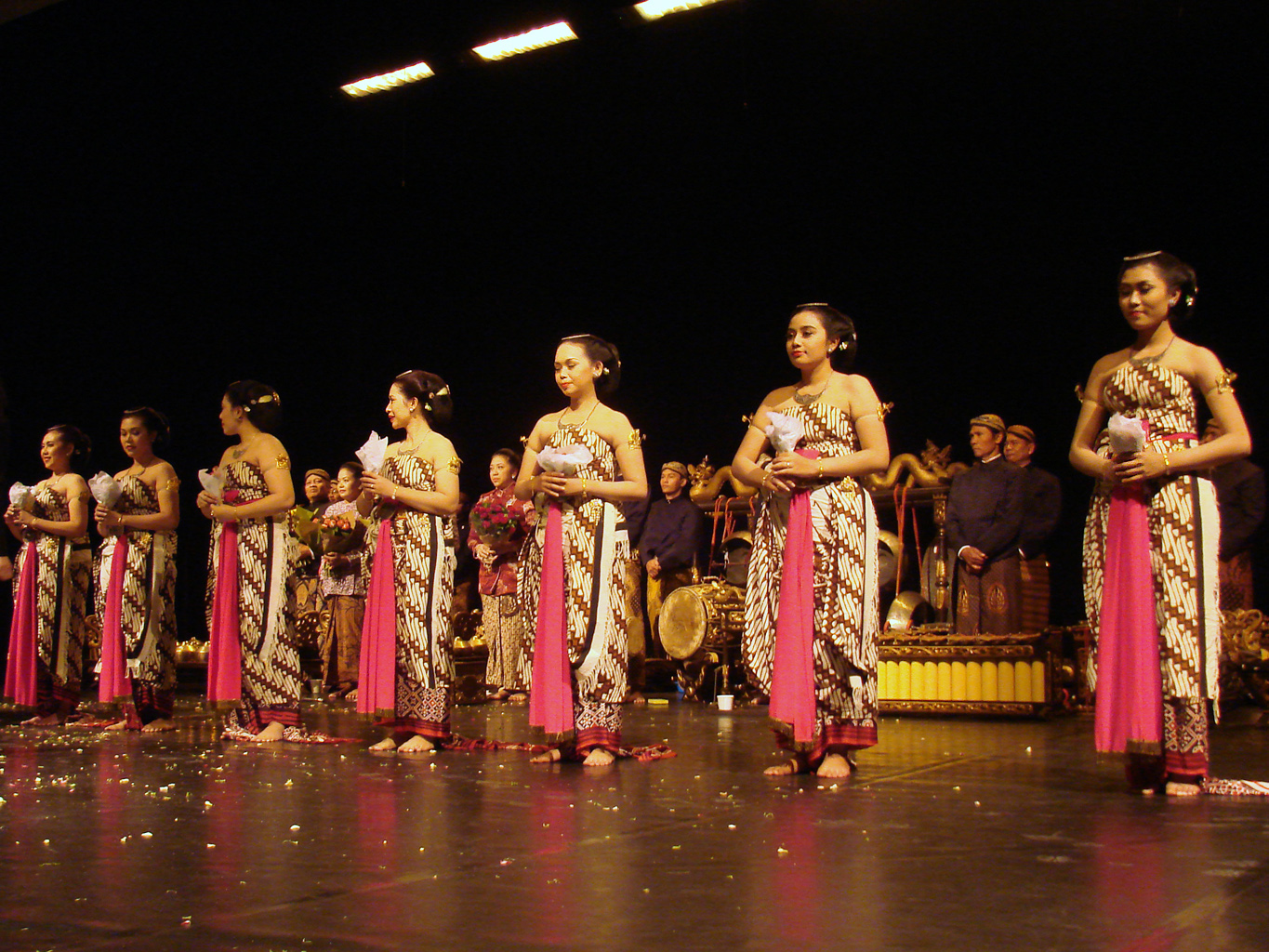
Bedhoyo táncosok
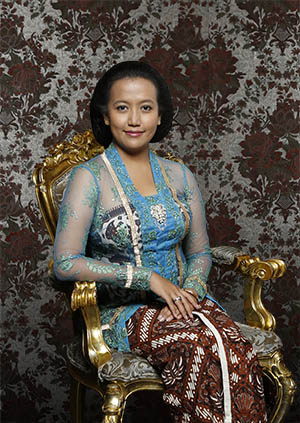
klasszikus javai kebaya
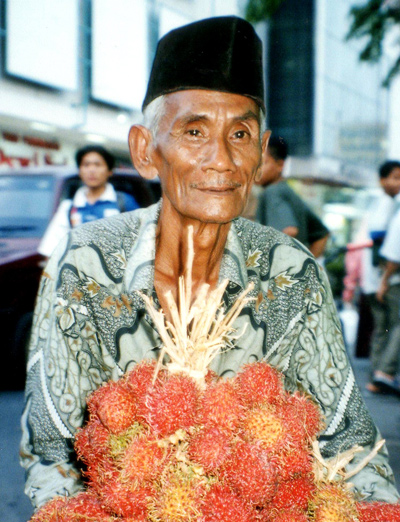
idős jávai férfi modern batik ingben
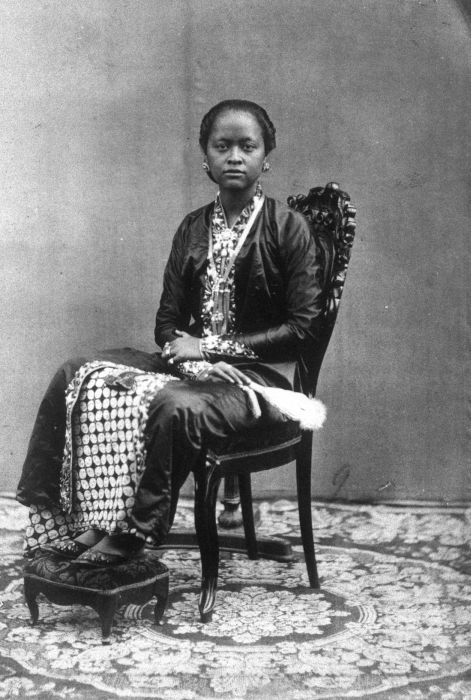
fényképfelvétel a Yogyakarta-i udvarból
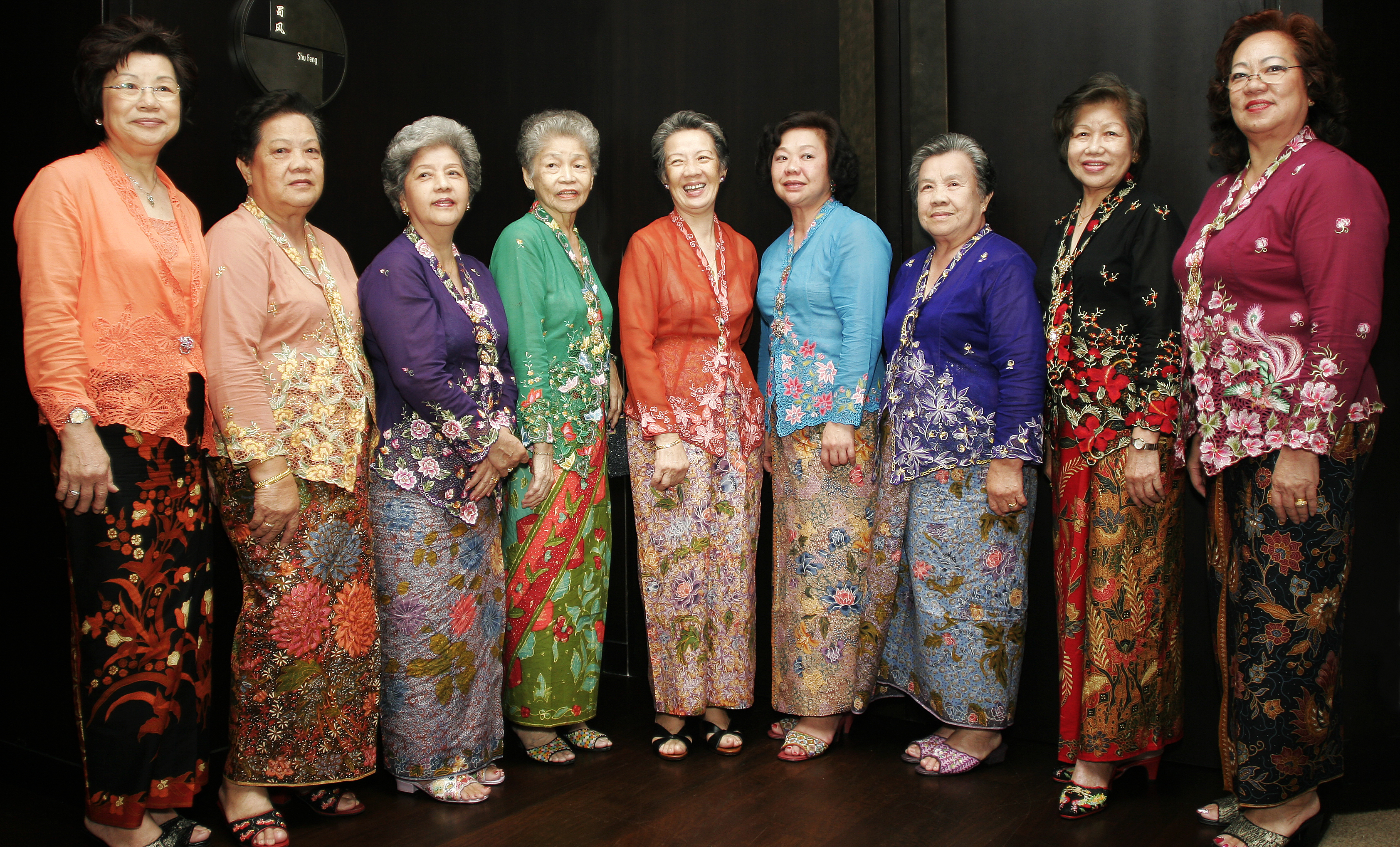
Nők hagyományos kebayában